# Mimacraea skoptoles
Mimacraea skoptoles är en fjärilsart som beskrevs av Druce 1907. Mimacraea skoptoles ingår i släktet Mimacraea och familjen juvelvingar. IUCN kategoriserar arten globalt som livskraftig. Inga underarter finns listade i Catalogue of Life.